# Skynet (Terminator)

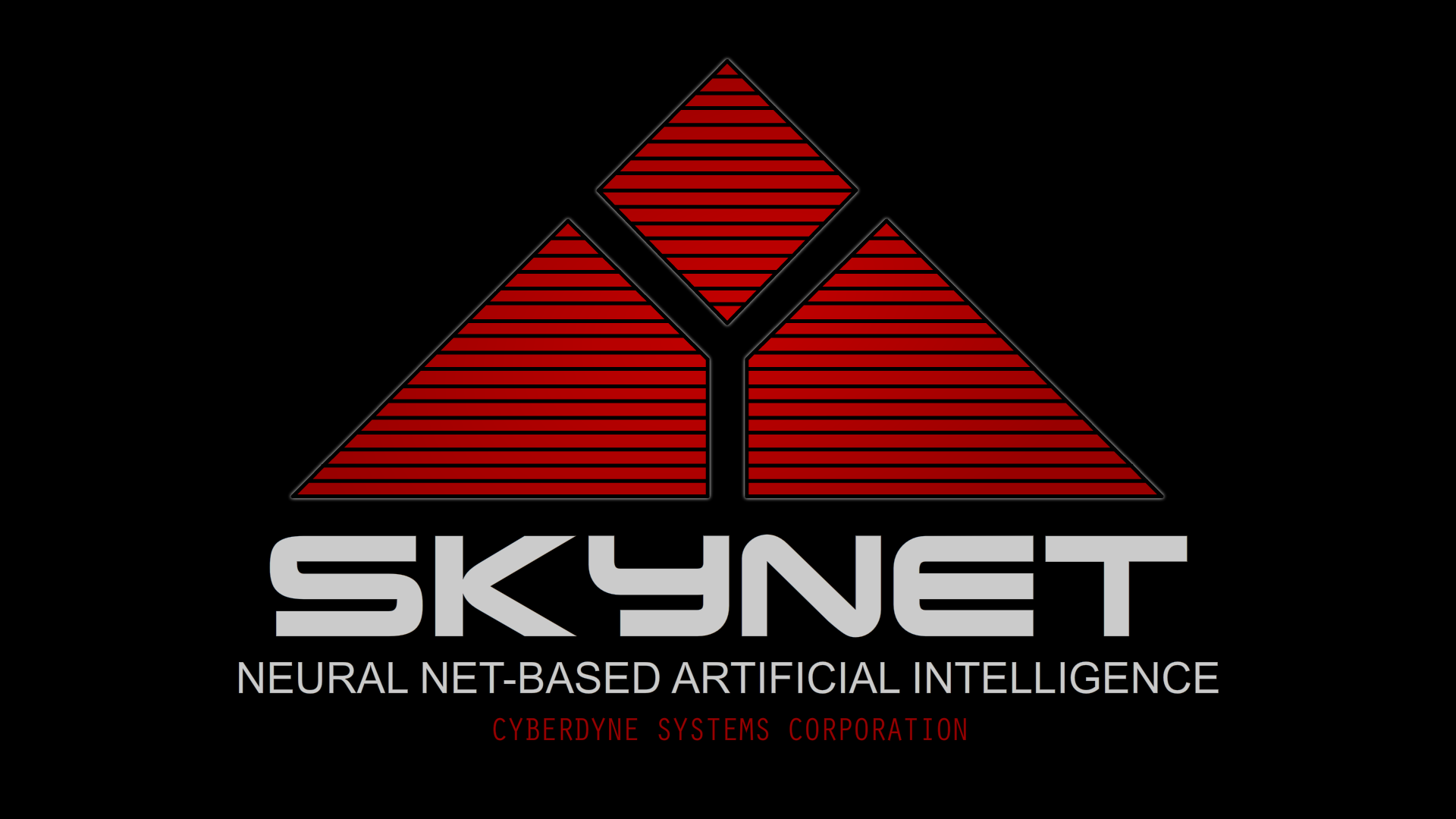
Logotip.

Skynet és el nom que rep la intel·ligència artificial que lidera l'exèrcit de les màquines de la saga de pel·lícules Terminator i l'antagonista principal d'aquesta.
En la pel·lícula, Skynet és un programa informàtic capaç de controlar l'arsenal militar dels Estats Units amb independència dels humans.
Creat originalment per l'empresa Cyberdyne Systems Corporation, una empresa subcontractada per l'exèrcit dels Estats Units per a la divisió cibernètica d'aquest, Skynet assoleix prendre consciència de si mateixa en un determinat moment de la seva activació (el 26 d'agost de 1997, en la primera pel·lícula Terminator). Immediatament comença l'extermini dels éssers humans els quals considera una seriosa amenaça per a la seva pròpia supervivència.
El pla d'extermini consisteix a provocar una guerra atòmica utilitzant les armes de les principals potències nuclears del moment (EUA, Rússia, Xina, etc.) per a poder eliminar una gran quantitat d'humans d'una sola vegada. Skynet funciona en xarxa, per tant no té un nucli de funcionament fix i estable i no pot ser destruïda destruint un determinat ordinador a un determinat lloc ni ciutat, la qual cosa suposa un gran avantatge en cas de guerra.
Així, es desencadena l'holocaust nuclear en què les principals nacions es veuen afectades. Únicament un grapat d'éssers humans sobreviu i llavors han de plantar cara als Terminators, saga de diferents robots, (amb diferents habilitats, a cadascú més mortífera per als éssers humans) creats per la mateixa Skynet para acabar definitivament amb els supervivents.
Skynet també crearà camps d'extermini, on els presoners humans duen codis de barres, i es fa oli per a lubricar les màquines amb els seus cadàvers així com una gamma completa d'Exterminadors (Terminators), que es llisten a continuació.

## Terminators de Skynet
- CSM-10 Robots de servei antropomórfics; els primers soldats.
- T-1
- T-20 (service robot)
- T-100 Seeker
- T-101
- T-200 Scarecrow
- T-300 Fast Walker
- T-400 and 500 Endo
- T-600 Infiltrator (rubber skin)
- T-700 Infiltrator
- T-800 Terminator Infiltrator
- T-850 Terminator Infiltrator (from T3)
- T-900 Newest TU models
- T-950 (first TU model to usi onboard weapons)
- I(nfiltrator)-950 Human/Machine Hybrid created by Skynet's captured human scientists - final union of Man and Machine
- T-1000 (From T2, Liquid metall) Advanced Prototype Terminator Infiltrator Seriïs 1 Model 1A Type 1000
- T-X T-X Enhanced Logic Weapons Systems Cybernetic Warrior/Infiltrator Unit.
- F(uture) H(unter) K(iller) Tank o Tanc de futurs caçadors assassins
- FHK Centurion
- FHK Aerial
- FHK Drone
- Heavy Assault Aerial FHK
- Aerial FHK M-A8 T-770c S-500 Transport
- T-1,000,000 - Protects Skynet CPU, T2-3D
- Sèries 1200 and FHK Scouts
- Seriïs 1500 Anti-Personnel Unit
- Type 12 FOB
- Guardian (Installation defense unit that originally protected Skynet in Terminator: Dawn of Fate before the creation of the T-1,000,000)
- Model 75 FHK
- FHK Chrome Widow
- Pre-Judgment Day Semi or Fully Autonomous Service Maintenance Robots, Automated and Remote-Controlled Vehicles, and Stealth Aircraft
- FHK Carrier
- FHK Bomber
- FHK Titan

Al llarg de les tres pel·lícules de la saga Terminator, es van donant més detalls sobre la seva creació, i encara que la història varia, en la tercera pel·lícula Terminator 3: La rebel·lió de les màquines, el seu origen se situa en una divisió autònoma de les Forces Aèries dels Estats Units situada en un complex militar secret a Mohave (Colorado), i que la seva activació respon al suposat atac d'un supervirus a tots els ordinadors del món inclosos els que controlen tot l'arsenal militar dels Estats Units, i en el qual Skynet és la «vacuna» per a recuperar aquest control. Aquí apareixen els primers Terminators creats per humans (els T-1), encara que no per la mateixa Skynet. La quarta pel·lícula, Terminator Salvation: The Future Begins, no introdueix informació rellevant sobre Skynet.
La història de Skynet està inspirada en un conte de ciència-ficció, escrit per Harlan Ellison, titulat I Have No Mouth, and I Must Scream (No tinc boca i he de cridar).